# تپه قلعه خورآباد
تپه قلعه خورآباد مربوط به دوران‌های تاریخی پس از اسلام است و در شهرستان کهک، روستای خور آباد واقع شده و این اثر در تاریخ ۲۵ اسفند ۱۳۷۹ با شمارهٔ ثبت ۳۴۹۲ به‌عنوان یکی از آثار ملی ایران به ثبت رسیده‌است.